# سیلوان (گروه موسیقی)
سیلوان (Sylvan) یک گروه موسیقی پیشرو و پیچیدهٔ پراگرسیو راک آلمانی است که در سال ۱۹۹۰ توسط مارکوس وتر(Marcus Vetter)، کایا سهل (Kay Söhl) و ماتیاس هاردر (Matthias Harder) تأسیس شد. گروه به‌طور کلی برای ترکیب موسیقی پراگرسیو راک با المان‌های الکترونیک و آمیختن احساسات عمیق و تکست‌های فلسفی شناخته می‌شود. آهنگسازی آنها پیچیده و غنی است و موسیقی آنها عمدتاً بر روی ساختارهای پیشرفته، تغییرات دینامیکی، و تنوع اکتشافی تأکید دارد.
گروه سیلوان در طول دوران فعالیتش تا کنون چندین آلبوم استودیویی منتشر کرده‌است. آلبوم اول آنها به نام "Deliverance" در سال ۱۹۹۹ منتشر شد که مورد استقبال خوب منتقدان و طرفداران قرار گرفت. این آلبوم نشان‌دهندهٔ استعداد آهنگسازی و تنوع موسیقی گروه بود و موفقیت آنها را در صحنهٔ موسیقی پراگرسیو نشان داد.
آلبوم‌های دیگری مانند "Artificial Paradise" (۲۰۰۲)، "Posthumous Silence" (۲۰۰۶)، "Presets" (۲۰۰۷) و "Sceneries" (۲۰۱۲) نیز توسط گروه منتشر شدند و به تحسین منتقدان و طرفداران ادامه دادند. آثار سیلوان معمولاً با ترکیب موسیقی آکوستیک و الکترونیک، آوای غنی و اجرای تکنیکی نمایانگر سبک منحصر به فرد گروه هستند.
در طول سال‌ها، ترکیب سیلوان در حال تغییر بوده‌است و اعضای جدید به گروه پیوسته‌اند. این تغییرات به آثار گروه تنوع بیشتری بخشیده اما اصالت سبک موسیقی آنها را حفظ کرده‌اند.
با توجه به عشق گروه سیلوان به موسیقی پیچیده و انتقادی، مقالات دربارهٔ آنها معمولاً بررسی عناصر موسیقی، تأثیرات فلسفی، تکنیک‌های نوازندگی و تحلیل متن‌های آنها را شامل می‌شوند. همچنین، تاریخچهٔ گروه، تغییرات اعضا، و تأثیر آنها بر روی صحنهٔ موسیقی پراگرسیو نیز به‌طور معمول در مقالات مورد بررسی قرار می‌گیرد.

## اعضای گروه
اعضای کنونی
- فولکر سوهل - صفحه کلید (۱۹۹۰–اکنون)
- ماتیاس هاردر - درامز (۱۹۹۰–اکنون)
- مارکو گلومن - آواز (۱۹۹۵–اکنون)
- سباستین هارناک - باس (۲۰۰۰–تاکنون)

اعضای سابق
- کی سول - گیتار (۱۹۹۰–۲۰۰۷)
- مارکو هایسیگ - آواز (۱۹۹۱)
- ماتیاس کوپس - خواننده (۱۹۹۲)
- یان پترسن - گیتار (۲۰۰۷–۲۰۱۳)

## دیسکوگرافی
آلبوم‌ها
- رهایی (۱۹۹۹)
- برخوردها (۲۰۰۰)
- بهشت مصنوعی (۲۰۰۲)
- X-Rayed (۲۰۰۴)
- سکوت پس از مرگ (۲۰۰۶)
- Presets (۲۰۰۷)
- نیروی جاذبه (۲۰۰۹)
- مناظر (۲۰۱۲)
- صفحه اصلی (۲۰۱۵)
- یک به صفر (۲۰۲۱)

آلبوم‌های زنده
- سکوت پس از مرگ (دی وی دی زنده، ۲۰۰۸)
- ترک پشت صحنه (آلبوم زنده دوگانه، ۲۰۰۸)